# Gjesdal kirke
Gjesdal kirke eller Gjesdal kyrkje er en langkirke fra 1848 i Gjesdal kommune, Rogaland fylke.
Bygningen er opført af træ og har 450 bænkepladser.

## Historie
Fra 1345 er der spor efter en kirkebygning i Gjesdal. Den gang var Gjesdal et anneks til Time. Den første kendte præst, som skal ha gjort tjeneste her, var Orm, og han er nævnt i 1346. Tre år senere nåede Den Sorte Død til Norge, og oplysninger om kirken mangler i lang tid. Et sagn fortæller at det første kirke i Gjesdal stod på Skeie, men blev en nat flyttet til gården Gjesdal af munke på stedet. Navnet "Kyrkjeneset" (Kirkenæsset) antyder, at der har stået en kirke her. Selv om vi ikke ved, hvor den første kirke har stået, ved vi, at der i 1346 er omtalt en "Gœstala kirkja".
Nutidens kirke er den fjerde i rækken. Da man byggede kirke i 1848, var det efter slotsarkitekt Hans Linstows tegninger. Hans tegninger lå til grund for mange af kirkerne i Agder og Rogaland. Kirken har mange likhedstræk med fx Helleland kirke, Bjerkreim kyrkje, Lunde kyrkje i Sirdal og Tonstad kirke.
Det var bygmester Tollak Tollaksen Gudmestad (1800-1881), som havde ansvaret for opførelsen af kirken. Den er opført i tømmer og har 450 bænkepladser. Tømmeret var fyrretræ, som stammer fra de indre dele af Ryfylke. Tagstenene stammer fra det lokale "panneverket" på Gjesdal gård og er produceret af Rasmus Sørensen. Kirken blev indviet af biskoppen i Agder, Jacob von der Lippe, den 15. oktober 1848.

## Interiør
Døbefonten er fra 1848, mens døbefadet antagelig stammer fra ca 1700. Det er lavet i messing og bærer innskriften: "Alt hvad vi hafver, er Guds gode gafver". 
Altertavlen blev lavet af Thomas Snekker i 1610-1620 og dekoreret af Peter Reimers i 1620. Den blev overmalet i 1739 og 1818. I 1965 blev altertavlen restaureret og tilbageført til 1620-udseendet. Billedet på altertavlen er malet af en ukendt kunstner, udført efter Reimers' tid.
Prædikestolen fra den gamle kirke blev solgt på auktion i 1848, og der blev da lavet en ny.